# Paolo Locatelli
Ne doit pas être confondu avec Paola Locatelli
Pour les articles homonymes, voir Locatelli.
Paolo Locatelli (né le 4 novembre 1989 à Romano di Lombardia, dans la province de Bergame) est un coureur cycliste italien.

## Palmarès sur route
- 2007
  - 1rea et 2e étapes des Tre Giorni Orobica
  - Trofeo Emilio Paganessi
  - 3e de Paris-Roubaix juniors
- 2008
  - Medaglia d'Oro Nino Ronco
- 2010
  - 6e étape du Girobio
  - 3e de la Coppa San Geo

## Classements mondiaux
| Année           | 2008 | 2009 | 2010 | 2011 | 2012  | 2013 |
| --------------- | ---- | ---- | ---- | ---- | ----- | ---- |
| UCI Asia Tour   |      |      |      | 283e |       |      |
| UCI Europe Tour | 974e | 781e | 920e |      | 1187e | 659e |

## Palmarès sur piste

### Championnats d'Italie
- 2007
  -  Champion d'Italie de poursuite juniors